# HMS Courageous (1916)
HMS Courageous – brytyjski lekki krążownik liniowy z okresu I wojny światowej, przebudowany po jej zakończeniu na lotniskowiec, okręt prototypowy typu Courageous.
Zaprojektowany według wymagań ustalonych przez pierwszego lorda morskiego Admiralicji, admirała Johna Fishera, celem wykorzystania do wsparcia forsowanego przezeń desantu na niemieckim wybrzeżu Morza Bałtyckiego, zaledwie 80 km od Berlina. Był lekko opancerzony i uzbrojony w zaledwie cztery działa dużego kalibru. Do służby w Royal Navy wszedł pod koniec 1916 roku i do zakończenia I wojny światowej operował na Morzu Północnym, biorąc między innymi udział w II bitwie koło Helgolandu w listopadzie 1917 roku, oraz przyjmowaniu floty niemieckiej płynącej na internowanie w Scapa Flow rok później.
Wycofany ze służby po zakończeniu działań wojennych, w połowie lat 20. XX wieku został, podobnie jak bliźniaczy „Glorious” i półsiostrzany „Furious”, przebudowany na lotniskowiec. Po powtórnym wejściu do linii w 1928 roku, przez dwa lata operował na Morzu Śródziemnym, następnie spędził większość czasu na wodach wokół Wielkiej Brytanii i Irlandii. Był intensywnie wykorzystywany do prób samolotów lotnictwa morskiego i tworzenia zasad jego użycia w konflikcie zbrojnym. Pod koniec lat 30. został na krótko przeklasyfikowany na lotniskowiec szkolny, ale przed wybuchem II wojny światowej przywrócono go do służby liniowej. W pierwszych dniach wojny został użyty do prowadzenia patroli przeciwko U-Bootom. 17 września 1939 roku został storpedowany i zatopiony przez U-29, ze stratą 519 członków załogi.

## Projektowanie i budowa
Po wybuchu I wojny światowej admiralicja brytyjska podjęła decyzję o powstrzymaniu się od budowy dużych jednostek: pancerników i krążowników liniowych, do czasu zebrania doświadczeń, pozwalających udoskonalić przyszłe konstrukcje. Pomimo to, pełniący wówczas funkcję pierwszego lorda morskiego admirał John Fisher, przesłał w styczniu 1915 roku głównemu konstruktorowi floty, sir Eustace’owi d’Eyncourtowi, zamówienie na projekt dwóch bliźniaczych okrętów uzbrojonych w cztery działa kal. 381 mm (15 cali), o opancerzeniu odpowiadającemu krążownikowi lekkiemu, wielkiej prędkości i małym zanurzeniu. Dla ominięcia zakazu sklasyfikowano je jako „wielkie krążowniki lekkie”. Okręty tego typu miały być największymi jednostkami armady 600 okrętów o małym zanurzeniu przewidzianymi do realizacji wizji admirała Johna Fishera, lądowania na bałtyckim wybrzeżu Niemiec – zaledwie 80 km od Berlina. Innymi przewidywanymi dla nich zadaniami taktycznymi były: zwalczanie nieprzyjacielskich rajderów i ochrona brytyjskich szlaków komunikacyjnych czy pełnienie funkcji rozpoznawczej na rzecz zespołów floty.
Wstępny projekt okrętów został przedstawiony 23 lutego 1915 roku. Stępkę pod pierwszy z nich, przyszły „Courageous”, położono w stoczni koncernu Armstrong Whitworth w Elswick 23 marca tegoż roku. Budowa otrzymała od lorda Fishera najwyższy priorytet i prace posuwały się początkowo bardzo szybko. Powstrzymało je nieco odejście Fishera z Admiralicji w maju 1915 roku. Wodowanie odbyło się 5 lutego 1916 roku, a krążownik otrzymał swą nazwę po raz pierwszy w historii Royal Navy (wcześniej jednak trzy żaglowce nosiły ją we francuskim brzmieniu „Courageux”). Jego łacińskie motto brzmiało Fortiter in angustis. W trakcie prac wyposażeniowych zdecydowano o zabudowaniu dodatkowych pomieszczeń sztabowych i środków łączności z powodu planowanego przeznaczenia jednostki na okręt flagowy zespołów sił lekkich. W połowie roku rozważano projekt wyposażenia obu krążowników w hangar dla samolotów i dwa składane pokłady startowe, jednak ostatecznie go zarzucono.
Odejście Fishera ze służby w 1915 roku spowodowało zarzucenie koncepcji lądowania na Bałtyku, jednak przewidziane do tego celu dwa nietypowe okręty zostały ukończone. 28 października 1916 roku „Courageous” był gotowy do prób morskich. Podczas jednej z prób prędkości przeprowadzonej 16 listopada, na okręcie płynącym z prędkością ponad 30 węzłów dziobem do fali przy wzburzonym morzu, wystąpiły poważne uszkodzenia struktury kadłuba. Pokład dziobowy uległ wybrzuszeniom w trzech miejscach pomiędzy falochronem a wieżą artyleryjską, zdeformowane zostały poszycie burt w sekcji dziobowej i pokłady wewnętrzne, w tym miejsca mocowań pancerza do elementów konstrukcyjnych. Woda dostała się do pomieszczenia podwodnych wyrzutni torpedowych. Nieznaczne uszkodzenia odnotowano także w okolicach wieży rufowej. Powołana do zbadania sprawy specjalna komisja nie ustaliła dokładnej przyczyny uszkodzeń, ale zleciła wzmocnienie konstrukcji kadłuba przy pomocy dodatkowych 130 ton stali. Koszt budowy okrętu, określony 23 listopada 1916 roku, wyniósł 2 038 225 ówczesnych funtów.

## Opis konstrukcji

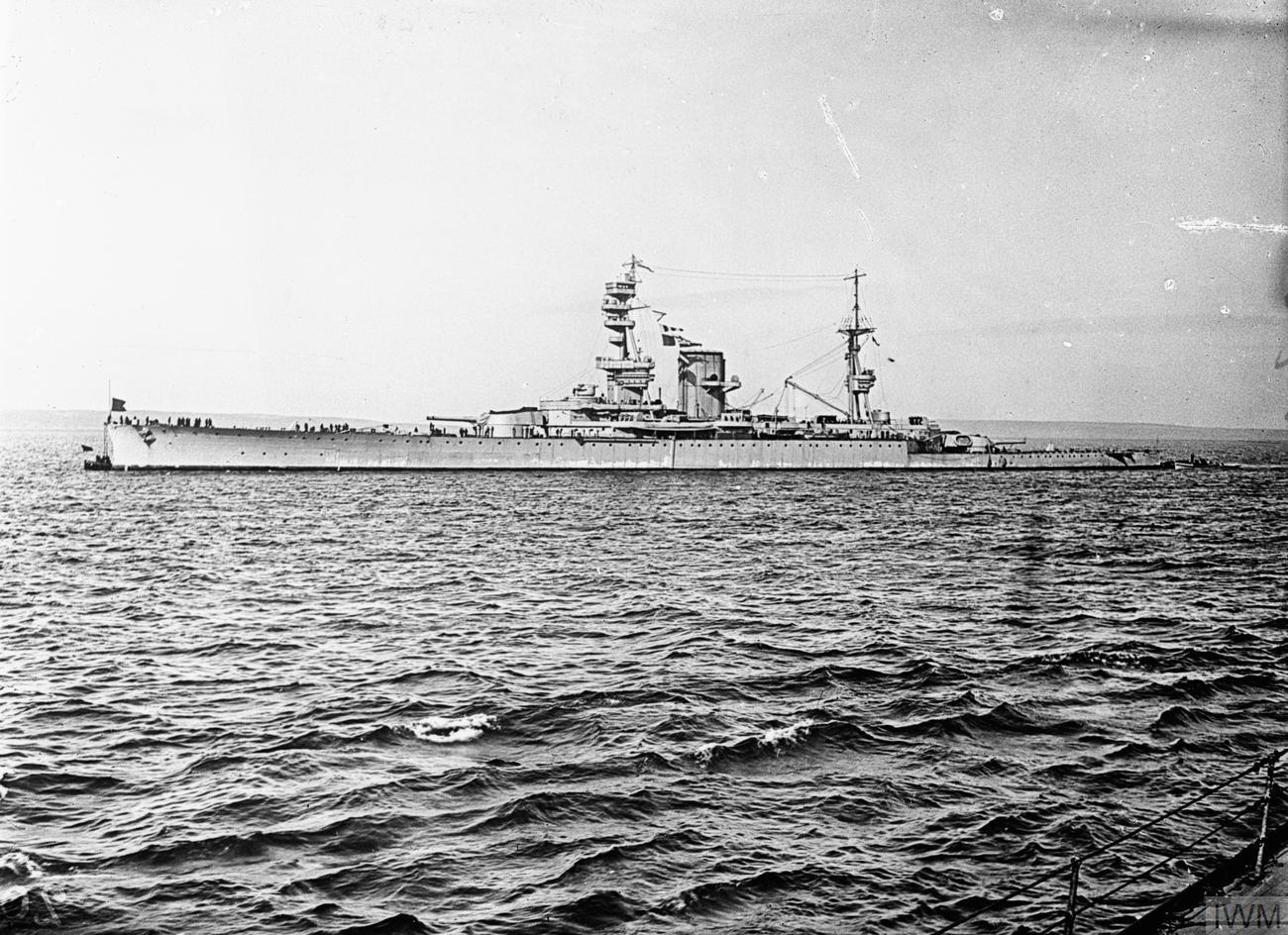
„Courageous” wkrótce po ukończeniu

W pierwotnej konfiguracji „Courageous” miał długość całkowitą 239,8 m (między pionami 224,04 m), szerokość maksymalną 24,82 m (po pokładzie 24,43 m) i zanurzenie 7,87 m przy wyporności głębokiej równej 22 560 ton angielskich (ts). Wartości wyporności lekkiej i pełnej wynosiły odpowiednio 18 180 oraz 19 180 ts. Kadłub podzielono przy pomocy grodzi wodoszczelnych na 30 przedziałów, podwójne dno obejmowało 83% jego długości. Krążowniki typu Courageous były pierwszymi tak dużymi okrętami Royal Navy, wyposażonymi w turbiny parowe z przekładniami redukcyjnymi. Projektanci, dla zaoszczędzenia czasu, użyli podwojonego układu turbin i przekładni zainstalowanych na krążowniku lekkim „Champion”, który jako jeden z dwóch pierwszych brytyjskich okrętów otrzymał ten rodzaj napędu. „Courageous” miał cztery zespoły turbin parowych systemu Parsonsa z przekładniami, każdy składający się z turbiny wysokiego i niskiego ciśnienia oraz turbiny biegu wstecznego, poruszające cztery wały napędowe ze śrubami o średnicy 3,5 m. Parę do turbin dostarczało 18 kotłów wodnorurkowych typu Yarrow, z opłomkami o małym przekroju, o ciśnieniu roboczym 235 psi. Przy projektowanej mocy siłowni 90 000 shp okręt miał osiągać prędkość maksymalną 32 węzłów. W czasie prób osiągnięto 30,8 węzła. Normalny zapas paliwa płynnego wynosił 750 ton, maksymalny 3160 ton. Przy pełnych zbiornikach krążownik miał zasięg oceniany na 6000 mil morskich przy prędkości 20 węzłów i 11 000 mil morskich przy prędkości 11 węzłów.
Główne uzbrojenie artyleryjskie okrętu stanowiły cztery armaty BL 15 inch Mk I, kal. 381 mm, umieszczone w dwóch podwójnych, poruszanych hydraulicznie wieżach artyleryjskich, po jednej na dziobie i rufie okrętu, noszących odpowiednio oznaczenia „A” i „Y”. Artyleria średniego kalibru, przeznaczona do zwalczania torpedowców i niszczycieli, składała się z 18 dział BL 4 inch Mk IX kal. 102 mm, na sześciu potrójnych podstawach Mk I z osłonami przeciwodłamkowymi. Potrójne stanowiska, z uwagi na liczną (32 marynarzy) obsługę oraz osadzenie każdej z armat na osobnych czopach, były dość kłopotliwe w użytkowaniu. Do kierowania ogniem artylerii głównego kalibru służyły dwa stanowiska kontroli ognia: jedno umieszczone na szczycie bojowego stanowiska dowodzenia, drugie na przednim maszcie. Ponadto każda z wież dysponowała własnym dalmierzem w opancerzonym stanowisku na dachu. Artyleria średniego kalibru posiadała autonomiczny system naprowadzania na cel. Początkowe uzbrojenie przeciwlotnicze składało się z dwóch dział QF 3 inch 20 cwt Mk I kal. 76 mm na podstawach HA Mk II, na pokładzie w rejonie masztu głównego oraz pięciu karabinów maszynowych. Okręt był także uzbrojony w dwie podwodne wyrzutnie torped kal. 533 mm z zapasem 10 torped. W 1917 roku otrzymał dodatkowo sześć (według innego źródła jedynie dwie) podwójnych wyrzutni torpedowych zainstalowanych po obu stronach masztu głównego na górnym pokładzie oraz wieży na pokładzie rufowym, a także tory minowe i pochylnię na rufie. Ostatnie rozwiązanie, nazwane przez marynarzy „Clapham Junction”, okazało się niepraktyczne. Okręt nigdy nie został użyty do stawiania min i całość wyposażenia zdemontowano na przełomie 1917 i 1918 roku.
Skromna ochrona pancerna okrętu składała się z pasa burtowego grubości 51 mm (2 cale), posadzonego na 25 mm poszyciu, rozciągającego się pomiędzy wieżami artylerii głównej, wysokości 7,45 m, z czego 7 m znajdowało się powyżej konstrukcyjnej linii wodnej, zamkniętego od strony dziobu i rufy poprzecznymi grodziami grubości odpowiednio 51 i 76 mm (3 cale); trzech pokładów z wysokowytrzymałej (High Tensile – HT) stali grubości od 19 do 25 mm, z dodatkowym pogrubieniem osłony w rejonie komór amunicyjnych i maszyny sterowej oraz wzdłużnych grodzi przeciwtorpedowych grubości 38 mm, z wewnętrznym bąblem przeciwtorpedowym, chroniących siłownię okrętową i komory amunicyjne wież artylerii głównej. Same wieże były chronione pancerzem ze stali Kruppa, grubości 229 mm od czoła, 178 do 229 mm z boków, 280 mm z tyłu oraz 108 mm od góry. Barbety miały grubość do 178 mm. Płyty pancerne chroniły również bojowe stanowisko dowodzenia.
Liczba członków załogi „Courageousa” w konfiguracji krążownika wahała się od 787 w początkowym okresie służby do 829–842 pod koniec działalności bojowej.

## Przebieg służby

### I wojna światowa
Po wejściu do służby „Courageous” został czasowo przydzielony do 3 Eskadry Krążowników Lekkich Grand Fleet. Pod koniec 1916 roku włączono go jako okręt flagowy do 1 Eskadry Krążowników, w skład której wszedł wkrótce także bliźniaczy „Glorious”. Początkowo eskadra operowała ze Scapa Flow, następnie z Rosyth. Wobec znikomej aktywności okrętów niemieckiej Hochseeflotte, okręty przez dłuższy czas nie miały okazji uczestniczyć w akcjach bojowych. W połowie roku dowództwo eskadry objął kontradmirał Trevylyan D.W. Napier.
16 października 1917 roku, po otrzymaniu przez Admiralicję informacji o prawdopodobnym rajdzie nieprzyjaciela przeciwko brytyjskiej żegludze na Morzu Północnym, dowodzący Grand Fleet admirał David Beatty wysłał w morze większość krążowników lekkich i niszczycieli, którymi dysponował. Następnego dnia dołączyły do nich również „Courageous” i „Glorious”. Pomimo szeroko zakrojonej akcji dwa niemieckie krążowniki lekkie, „Brummer” i „Bremse” przemknęły się pomiędzy patrolującymi grupami brytyjskich okrętów i 17 października przechwyciły konwój, przewożący rudę żelaza z Bergen do Lerwick, topiąc dziewięć z dwunastu jego statków oraz dwa broniące go niszczyciele: „Mary Rose” i „Strongbow”. Następnie niemieckie okręty uszły poszukującym ich Brytyjczykom i bezpiecznie powróciły do portu.
Pod koniec 1917 roku Admiralicja zdecydowała o podjęciu akcji ofensywnej przeciwko niemieckim siłom trałowym, systematycznie oczyszczającym przejścia w brytyjskich polach minowych, zagradzających podejścia do niemieckich baz. W jej wyniku miała ulec zniszczeniu jak największa liczba trałowców przeciwnika, operujących w rejonie Zatoki Helgolandzkiej. Do przeprowadzenia akcji wyznaczono 1 Eskadrę Krążowników („Courageous” i „Glorious”) wspieraną dwoma eskadrami krążowników lekkich pod ogólnym dowództwem admirała Napiera. Bliską osłonę operacji zapewniała 1 Eskadra krążowników Liniowych wiceadmirała Williama C. Pakenhama, który był jednocześnie dowódcą całej operacji; daleką 1 Eskadra Pancerników admirała Charlesa Maddena.
Okręty wyszły w morze 15 listopada, jednak zostały zawrócone do Rosyth, gdy nasłuch brytyjski przechwycił niemiecką prognozę pogody, wykluczającą możliwość operowania trałowców na newralgicznym akwenie. Akcję rozpoczęto ponownie po południu 16 listopada. Rankiem następnego dnia siły admirała Napiera, za którymi w odległości około 10 mil morskich podążały krążowniki liniowe admirała Pakenhama, natknęły się na niemieckie trałowce osłaniane przez cztery krążowniki lekkie i osiem niszczycieli pod dowództwem kontradmirała Ludwiga von Reutera. Jako pierwsze, o 7.37 (GMT) otworzyły ogień „Courageous” i krążownik lekki „Cardiff”. Niemcy zaczęli wycofywać się przy użyciu zasłony dymnej. W szyki prowadzących pościg Brytyjczyków wkradł się chaos, co spowodowało, że udało im się unieruchomić i później zatopić tylko jeden z trałowców. „Courageous” i „Glorious” ścigały niemieckie krążowniki lekkie, mając kłopoty z uzyskaniem nakrycia celu. Jeden pocisk kal. 381 mm (z „Gloriousa”) trafił w osłonę działa SMS „Pillau”, ale nie spowodował znaczniejszych uszkodzeń. Wkrótce Brytyjczycy wpłynęli na akwen, na którym według posiadanych przez nich informacji istniało poważne zagrożenie minowe i admirał Napier zdecydował się przerwać pościg. Po zwrocie na południe okręty straciły kontakt z przeciwnikiem i nie odegrały już żadnej roli w dalszym ciągu bitwy. Artylerzyści „Courageousa” wystrzelili 92 pociski kal. 381 mm oraz 180 kal. 102 mm, nie uzyskując sukcesów. Pewną rolę w ich nieskutecznych działaniach odegrała obawa admirała Napiera o ewentualne następstwa rozwinięcia zbyt dużej prędkości przy wzburzonym morzu – okręty w czasie całej bitwy nie przekroczyły 25 węzłów. Jedyne uszkodzenia, jakie odniósł „Courageous”, pochodziły od wstrząsów i podmuchu wystrzałów własnych dział.
Po bitwie koło Helgolandu okręt nie miał już okazji do kontaktu bojowego z przeciwnikiem. Czas do końca wojny spędził na nieregularnych patrolach na Morzu Północnym, przeplatanych ćwiczeniami. W 1918 roku na obu wieżach artylerii głównej zainstalowano krótkie platformy startowe dla samolotów Sopwith Camel i Sopwith 1½ Strutter. 21 listopada 1918 roku „Courageous” wchodził w skład silnego zespołu Grand Fleet, który przyjmował płynące na internowanie okręty Hochseeflotte. Po zakończeniu działań wojennych dowództwo Royal Navy musiało podjąć decyzję o dalszych losach „wielkich krążowników lekkich”. Były one zbyt nowe i mało zużyte, by je złomować, przy tym koszty ich budowy były znaczące, lecz ich przydatność taktyczna była kwestionowana. Ostatecznie „Courageous” i „Glorious” zostały 1 lutego 1919 roku przesunięte do rezerwy i odstawione w Rosyth.

### Przebudowa na lotniskowiec
W rezerwie „Courageous” pełnił nadal funkcję jednostki flagowej, początkowo w Rosyth, a od 1920 roku w Devonport, gdzie służył także jako okręt szkolny dla artylerzystów i członków obsługi wież artyleryjskich. Już od 1919 roku planiści Admiralicji prowadzili wstępne prace nad projektem przebudowy okrętu na lotniskowiec, opierając się na doświadczeniach z konwersji i eksploatacji półsiostrzanego „Furiousa”. Podpisany w 1922 roku traktat waszyngtoński, ograniczający tonaż okrętów liniowych największych flot świata, zezwalał na konwersję niektórych istniejących jednostek na lotniskowce. Royal Navy, w ramach przyznanego jej limitu, mogła dokonać przebudowy obu pozostałych wielkich krążowników, a ich duże kadłuby i wysoka prędkość maksymalna czyniły je idealnymi kandydatami na lotniskowce.
W czerwcu 1924 roku w Devonport rozpoczęto usuwanie z „Courageousa” całości zabudowy kadłuba powyżej poziomu pokładu dziobowego. Działa kal. 381 mm zmagazynowano i zostały one użyte ponownie w czasie II wojny światowej przy budowie ostatniego pancernika Royal Navy – „Vanguard”. Plany przebudowy, oparte na doświadczeniach z wcześniejszych prac na „Furiousie” były gotowe w lutym 1925 roku. Na pozostawionym kadłubie zabudowano dwupoziomowy hangar (każdy z poziomów miał wysokość 4,87 m i długość 167,6 m). Górny hangar miał krótki pokład startowy, bliżej dziobu okrętu i poniżej głównego pokładu lotniczego. Jego zadaniem miało być umożliwienie szybkiego startu myśliwców bez konieczności wywożenia ich na górny pokład. Rozwiązanie to sprawdzało się przy lekkich maszynach, takich jak Fairey Flycatcher, w późniejszych latach zostało zarzucone. Hangary były połączone z pokładem lotniczym dwoma podnośnikami – na dziobie i rufie – o wymiarach 14,3 na 14 m. W odróżnieniu od „Furiousa” okręt miał na prawej burcie śródokręcia wyspę, którą tworzyły szeroki pionowy komin oraz poprzedzający go pomost nawigacyjny. Przed wyspą znajdowała się wysuwana kabina nawigacyjna. Dzięki skróceniu przewodów kominowych powiększyła się w porównaniu z „Furiousem” szerokość i pojemność hangarów: nominalnie po zakończeniu przebudowy „Courageous” mógł przenosić do 52 samolotów, faktycznie liczba ta była mniejsza i malała z czasem wraz z wprowadzaniem do służby nowych typów maszyn o większych wymiarach. Zapas zabieranego paliwa lotniczego wynosił 157 000 litrów.
Zabudowanie zewnętrznych bąbli przeciwtorpedowych wpłynęło na zwiększenie szerokości kadłuba – po przebudowie wynosiła ona 27,58 m. Szerokość górnego pokładu lotniczego, a zarazem szerokość maksymalna okrętu wynosiła 31,7 m. Wzrost szerokości kadłuba i wyporności (wartość standardowej określono na 22 500 ts, głębokiej na 26 990 ts w 1928 oraz 27 400 ts w 1938 roku) nie zmniejszył znacząco prędkości maksymalnej: na próbach okręt przekroczył 30 węzłów. Podstawowe uzbrojenie „Courageousa” stanowiło 16 dział uniwersalnych QF 4,7 inch Mk VIII kal. 120 mm, opracowanych dla pancerników typu Nelson, na pojedynczych podstawach HA Mk XII. Były one umieszczone po sześć na sponsonach na każdej z burt, dwa na dolnym pokładzie startowym oraz dwa na rufówce. Dalocelowniki przystosowane do prowadzenia ognia przeciwlotniczego zainstalowano na okręcie w 1930 roku. W połowie lat trzydziestych lotniskowiec otrzymał dodatkowo trzy czterolufowe zestawy Mk VII dział przeciwlotniczych QF 2 pdr Mk VIII kal. 40 mm, tzw. pom-pomów: dwa na pokładzie startowym przed stanowiskami dział kal. 120 mm, trzeci na pokładzie lotniczym za kominem oraz czterolufową podstawę wielkokalibrowych karabinów maszynowych Vickers kal. 12,7 mm na sponsonie na rufie po prawej burcie.
Po przebudowie „Courageous” powrócił do linii 21 lutego 1928 roku. Konwersja na lotniskowiec kosztowała 2 025 800 funtów. Wszystkie trzy przebudowane na lotniskowce krążowniki miały szereg niedoskonałości, z których najpoważniejszymi były: mała liczba zabieranych samolotów pokładowych oraz niewielkie wymiary pokładu startowego. Służący na „Courageousie” marynarze nadali mu przezwisko „Outrageous” (skandaliczny).
Grupa lotnicza
Po zakończeniu prób morskich i załadowaniu załogi i zapasów, okręt 14 maja 1928 roku przepłynął do Spithead. Następnego dnia na pokładzie wylądował pierwszy samolot: Blackburn Dart z 463 eskadry. Kolejno na „Courageous” zaokrętowano torpedowe Darty z eskadr 463 i 464, samoloty myśliwskie Fairey Flycather z eskadr 404 i 407 oraz wielozadaniowe Fairey IIIF z eskadr 445 i 446. Z takim zestawem maszyn lotniskowiec odpłynął 2 czerwca na Maltę, by dołączyć do Floty Śródziemnomorskiej.
W latach 1933–1938 na lotniskowcu bazował 800 dywizjon, w składzie dziewięciu samolotów myśliwskich Hawker Nimrod i trzech Hawker Osprey. Dywizjony 810, 820 i 821, latające na samolotach torpedowych Blackburn Baffin, Blackburn Shark, Blackburn Rippon oraz Fairey Swordfish, a także rozpoznawczych Fairey Seal, miały zadania prowadzenia rozpoznania i atakowania jednostek przeciwnika. Na początku 1939 roku, gdy „Courageous” przebywał w rezerwie jako okręt treningowy, zaokrętowano nań 801 dywizjon wyposażony w samoloty myśliwskie Blackburn Skua i Gloster Sea Gladiator oraz 811 dywizjon z samolotami torpedowymi Fairey Swordfish. Obydwa dywizjony zostały wyokrętowane w maju 1939 roku. W chwili rozpoczęcia II wojny światowej na lotniskowcu bazowały dywizjony 811 i 822, każdy wyposażony w 12 samolotów torpedowych Fairey Swordfish.

### Służba przed II wojną światową
Po zakończeniu prób i szkoleń, 2 czerwca 1928 roku „Courageous” wypłynął z Portsmouth, kierując się na Morze Śródziemne W składzie bazującej na Malcie Floty Śródziemnomorskiej służył do czerwca 1930 roku. W tym czasie przepłynął 27 768 mil morskich, zawijając, poza bazami na Malcie i w Gibraltarze, także do Aleksandrii, Argostoli, Kotoru, Splitu, Szybeniku, Zadaru, Wenecji, Tarentu, Rapallo, Saint-Tropez, na Majorkę, Cypr i Skiathos. W sierpniu 1929 roku przewiózł do Jafy, w związku z trwającymi tam zamieszkami, regiment piechoty, a w październiku popłynął do Stambułu.
Po zastąpieniu w składzie Floty Śródziemnomorskiej przez lotniskowiec „Glorious” przeszedł remont, po zakończeniu którego, w sierpniu 1930 roku, został włączony do Floty Atlantyckiej, a od marca 1932 roku do Home Fleet. Na początku lat 30. na okręcie zainstalowano poczwórne liny hamujące, a w 1934 roku dwie hydrauliczne katapulty na górnym pokładzie lotniczym. Według danych za okres od lutego 1930 do października 1932 roku spędził w morzu 206 dni, jego samoloty wylatały 19 625 godzin, wykonały 5659 lądowań na pokładzie i miały 44 poważne wypadki. Pod koniec 1935 roku, w związku z włoską agresją na Abisynię został czasowo przesunięty na Morze Śródziemne. 20 maja 1937 roku brał udział w rewii koronacyjnej Jerzego VI na redzie Spithead, w czerwcu tegoż roku odbył wizytę w Kopenhadze.
Po wejściu do służby nowoczesnego lotniskowca „Ark Royal”, „Courageous” został w grudniu 1938 roku wycofany do rezerwy i przeklasyfikowany na jednostkę treningową. Służył w tej roli do maja 1939 roku, gdy został zastąpiony przez „Furiousa”. 9 sierpnia 1939 roku uczestniczył w przeglądzie floty w Portland. Ostatnie dni pokoju spędził w rejonie kanału La Manche, nominalnie podlegając Home Fleet. 31 sierpnia w Portland na lotniskowiec zaokrętowały dwa dywizjony samolotów Swordfish, 2 września okręt przepłynął do Plymouth, gdzie zastał go moment wypowiedzenia przez Wielką Brytanię wojny III Rzeszy. Następną noc spędził w bazie w Devonport.

### II wojna światowa i zatopienie

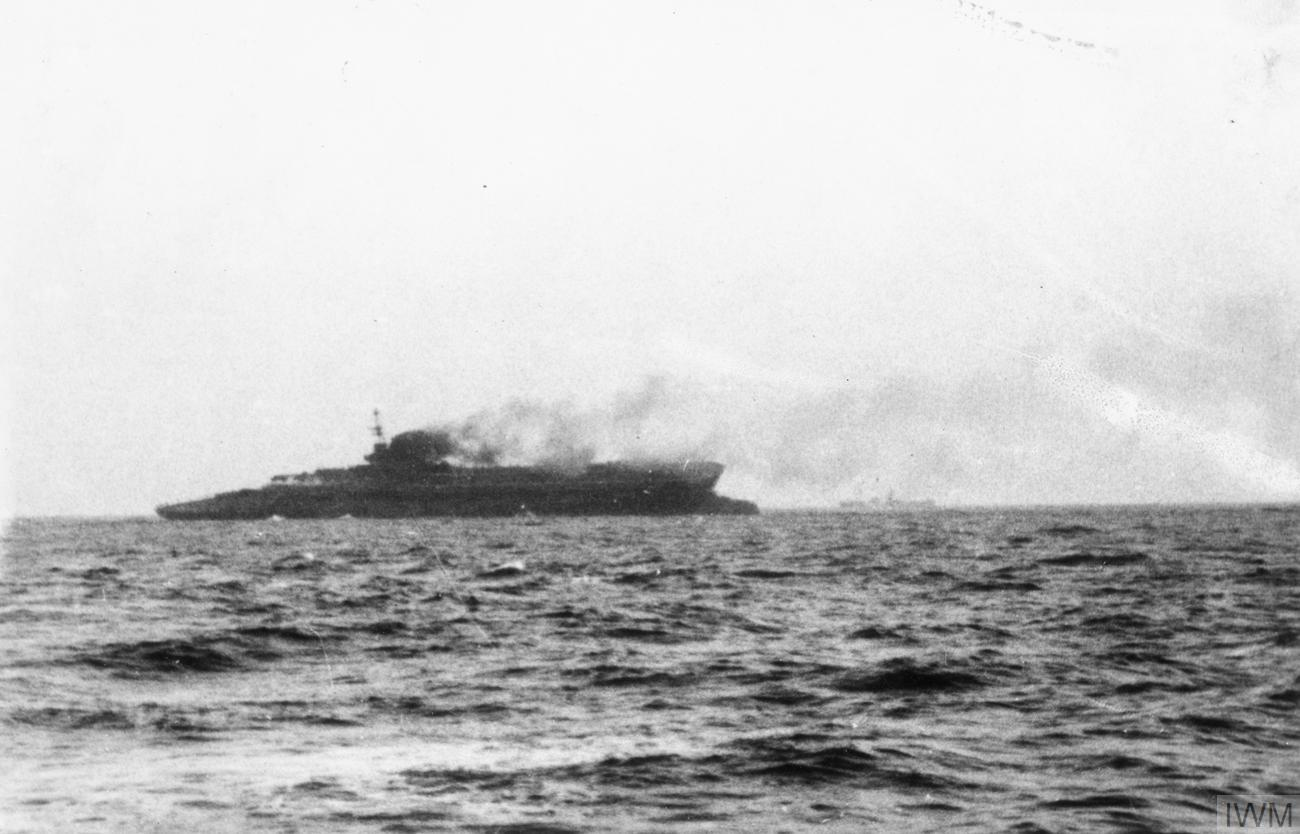
„Courageous” tonie po storpedowaniu przez U-29

Plany zwalczania nieprzyjacielskich okrętów podwodnych, opracowane na wypadek wojny przez Admiralicję, zakładały stworzenie grup poszukiwawczych (ang. hunter-killer group), utworzonych w oparciu o lotniskowce floty. Rankiem 4 września 1939 roku „Courageous” wypłynął z Devonport w eskorcie czterech niszczycieli, prowadząc patrol przeciwpodwodny w rejonie Western Approaches. Kolejny taki patrol prowadził w dniach 9–10 września, tracąc w trudnych warunkach pogodowych jeden z samolotów. 12 września uczestniczył w akcji ratowniczej uszkodzonych w kolizji niszczycieli „Vanquisher” i „Walker”.
Na następny patrol wyszedł rano 16 września w eskorcie niszczycieli „Inglefield”, „Ivanhoe”, „Impulsive” oraz „Intrepid”. 17 września znajdował się w pobliżu wybrzeży Irlandii. Po południu, po odebraniu sygnału radiowego z zaatakowanego przez U-53 parowca „Kafiristan”, w jego kierunku wysłano samoloty, a w ślad za nimi dwa niszczyciele eskorty. Swordfishe nadleciały na miejsce już po zatopieniu statku i zaatakowały bombami oraz ogniem z broni maszynowej prowadzącego akcję ratowniczą U-Boota, zmuszając go do alarmowego zanurzenia. Wkrótce potem jeden z powracających samolotów naprowadził na ślad lotniskowca innego U-Boota, U-29, dowodzonego przez Ottona Schuharta. Wieczorem dostrzegł „Courageousa” w eskorcie tylko dwóch niszczycieli.
Przez następne półtorej godziny Schuhart śledził przeciwnika, usiłując zająć dogodną pozycję do ataku. O 19.30 lotniskowiec zmienił kurs, by przyjąć na pokład lądujący samolot, przez co znalazł się przed dziobem okrętu podwodnego. Dziesięć minut później U-29 wystrzelił trzy torpedy. Dwie z nich trafiły w lewą burtę: w część dziobową i środkową kotłownię. Okręt stracił zasilanie i zaczął przechylać się na uszkodzoną burtę. Próby kontrbalastowania zawiodły i przechył szybko się powiększył. Po mniej niż 20 minutach okręt przewrócił się i zatonął. Zginęło 519 członków załogi, w tym dowódca okrętu, komandor William T. Makeig-Jones. Pozostałych uratowały przepływające w pobliżu statki: liniowiec pasażerski „Veendam” bandery holenderskiej i frachtowiec „Collingsworth” (według innego źródła „Veendam” uratował tylko jednego marynarza, który wkrótce zmarł, a akcję ratowniczą przeprowadziły „Impulsive”, „Collingsworth” i inny frachtowiec – „Dido”, bandery brytyjskiej). Niszczyciele eskorty przeprowadziły czterogodzinny, bezskuteczny kontratak na U-29.
Zatopienie brytyjskiego lotniskowca przez Schuharta zostało uznane przez dowództwo niemieckie za wielki sukces i odpowiednio wykorzystane propagandowo. Wielki admirał Erich Raeder polecił odznaczyć dowódcę U-29 Krzyżem Żelaznym I klasy, a pozostałych członków załogi Krzyżami Żelaznymi II klasy. Utrata „Courageousa”, w połączeniu z wcześniejszym o trzy dni nieudanym atakiem na „Ark Royal” zmusiły Admiralicję do wycofania lotniskowców z patroli przeciwpodwodnych.